# Gaiano de Tiro
Gaiano (em latim: Gaianus) foi um oficial romano do século IV, ativo durante o reinado do imperador Juliano, o Apóstata (r. 362–363).

## Vida
Gaiano era nativo de Tiro. Segundo as epístolas de Libânio, foi advogado e depois assessor de um oficial em Antioquia. Entre 362-363, ocupou o ofício de governador (consular) da Fenícia. Em 363, aposentou-se e foi sucedido por Mário. Sua administração foi louvada por Libânio. O autor enviou-o ainda em ofício as epístolas 780, 799, 800, 828, 1355, 1364, 1375 e 1422, enquanto citou-o em 1221 e 1378. Após se aposentar, ainda recebeu as epístolas 1218, 1461 (ambas de 363), 1247 e 1270 (ambas de 364). Através dessas cartas se sabe que ainda estava vivo em 388.